# 大冶市
大冶市（だいや-し）は中華人民共和国湖北省黄石市に位置する県級市。

## 歴史
905年（天祐2年）、唐朝により冶金作業所である青山場院が設置された。967年（乾徳5年）、南唐が青山場院を県に昇格、武昌三郷と併せ大冶県を設置した。
1949年、中華人民共和国が成立すると大冶専区が設置され大冶県はその管轄とされたが、1952年に大治専区は廃止、大冶県は黄岡専区に移管された。1959年1月、地級市としての黄石市設置に伴い移管されたが同年12月に黄石市に編入、1962年6月に黄石市の下部行政区画として再度大冶県が設置された。1994年2月18日、県級市としての大冶市の設置が決定され1995年1月1日に昇格、現在に至る。

## 行政区画
- 街道:東岳路街道、東風路街道、金湖街道、羅家橋街道、金山街道
- 鎮:金牛鎮、保安鎮、霊郷鎮、金山店鎮、還地橋鎮、殷祖鎮、劉仁八鎮、陳貴鎮、大箕鋪鎮、汪仁鎮
- 郷:茗山郷

## 交通

### 鉄道
- 中国鉄路総公司
  - 武九線（中国鉄路武漢局集団公司・中国鉄路南昌局集団公司）
  - 武黄都市鉄道（中国語版）（武九旅客専用線（中国語版））（中国鉄路武漢局集団公司）

### 道路
高速道路
- 武黄高速道路（中国語版）
- 大広高速道路
- 滬蓉高速道路

国道
- G106国道（中国語版）

## 健康・医療・衛生
- 大冶市人民医院